# Howard Berger
Howard Berger é um maquiador estadunidense. Venceu o Oscar de melhor maquiagem e penteados na edição de 2006 por The Chronicles of Narnia: The Lion, the Witch and the Wardrobe, ao lado de Tami Lane.